# Groet uit Schoorl Run

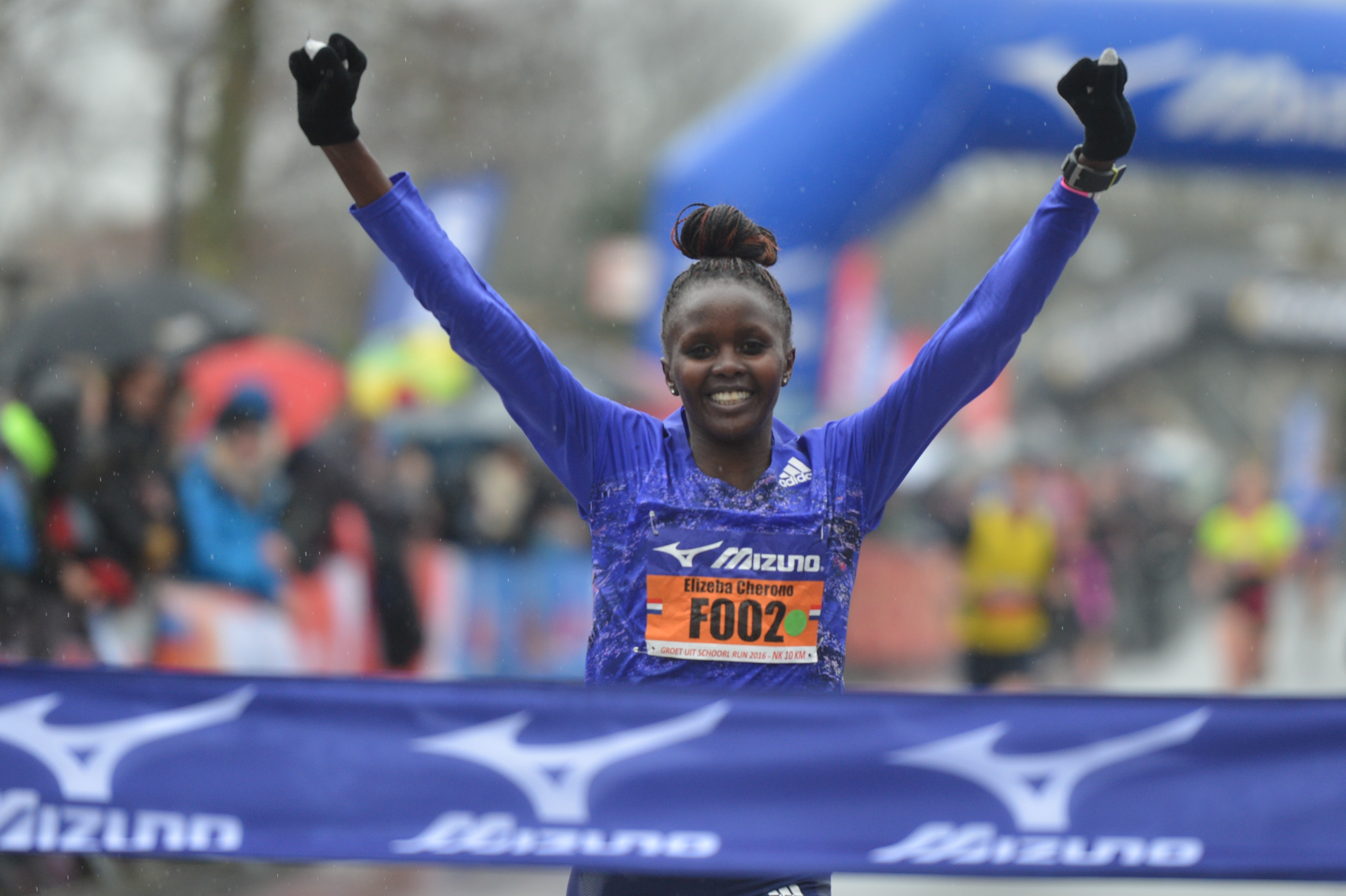
Elizeba Cherono in 2016

De Groet uit Schoorl Run is een hardloopevenement georganiseerd door Le Champion, dat sinds 1979 jaarlijks in Schoorl wordt gehouden.
In 2007 bestond het evenement naast de hoofdafstand van 30 km uit wedstrijden over 1400 meter, 5 km, 10 km en de halve marathon. In 2000 werd voor het laatste maal de marathon gelopen in Schoorl.
Irma Heeren verbrak in 2003 het Nederlands record in 1:46.24. In datzelfde jaar wist Kamiel Maase eveneens een Nederlands record te lopen in 1:30.20. De Belgische Sandra Van Den Haesevelde verbrak in 2002 in Schoorl het officieuze Belgische record op de 30 km in 1:49.55.
Dit evenement was zowel van 2005 tot en met 2008 als in 2014, 2015, 2017 en 2018 het toneel van het Nederlands kampioenschap 10 km.
De editie van 2020 werd afgelast vanwege de storm Ciara.

## Parcoursrecords
| Mannen 10 km           | 28.35   | Marco Gielen     | NED | 2004     |
| Vrouwen 10 km          | 31.01   | Hilda Kibet      | KEN | 2008     |
| Mannen halve marathon  | 1:02.03 | Kamiel Maase     | NED | 2007     |
| Vrouwen halve marathon | 1:13.55 | Kristijna Loonen | NED | 1997     |
| Mannen 30 km           | 1:30.20 | Kamiel Maase     | NED | 2003, NR |
| Vrouwen 30 km          | 1:46.24 | Irma Heeren      | NED | 2003, NR |
| Mannen marathon        | 2:23.42 | Gerard Huynen    | NED | 1984     |
| Vrouwen marathon       | 2:52.21 | Maria Kawiorska  | POL | 1997     |

## Uitslagen

### 10 km
| Jaar             | Snelste man           | Land                | Tijd  | Snelste vrouw             | Land                | Tijd  |
| ---------------- | --------------------- | ------------------- | ----- | ------------------------- | ------------------- | ----- |
| 12 februari 2017 | Abdi Nageeye          | Nederland           | 28.45 | Susan Kuijken             | Nederland           | 31.43 |
| 14 februari 2016 | Ross Millington       | Verenigd Koninkrijk | 29.32 | Meraf Bata                | Zweden              | 33.21 |
| 8 februari 2015  | Abdi Nageeye          | Nederland           | 28.50 | Jip Vastenburg            | Nederland           | 33.07 |
| 9 februari 2014  | Abdi Nageeye          | Nederland           | 29.10 | Jip Vastenburg            | Nederland           | 32.49 |
| 10 februari 2013 | Abdi Nageeye          | Nederland           | 29.14 | Karoline Bjerkeli Grøvdal | Noorwegen           | 32.39 |
| 12 februari 2012 | Abdi Nageeye          | Nederland           | 28.55 | Lornah Kiplagat           | Nederland           | 32.27 |
| 13 februari 2011 | Sindre Buraas         | Noorwegen           | 28.41 | Michelle Ross-Cope        | Verenigd Koninkrijk | 33.32 |
| 14 februari 2010 | Koen Raymaekers       | Nederland           | 28.51 | Michelle Ross-Cope        | Verenigd Koninkrijk | 33.03 |
| 8 februari 2009  | Michel Butter         | Nederland           | 28.55 | Hilda Kibet               | Nederland           | 32.37 |
| 10 februari 2008 | Michel Butter         | Nederland           | 28.48 | Hilda Kibet               | Nederland           | 31.01 |
| 11 februari 2007 | Latta Jiru Waqo       | Ethiopië            | 29.11 | Hilda Kibet               | Kenia               | 31.25 |
| 12 februari 2006 | Harroufi Ridouane     | Marokko             | 29.01 | Lornah Kiplagat           | Kenia               | 31.51 |
| 13 februari 2005 | Kamiel Maase          | Nederland           | 28.54 | Lornah Kiplagat           | Nederland           | 33.09 |
| 15 februari 2004 | Marco Gielen          | Nederland           | 28.35 | Miranda Boonstra          | Nederland           | 33.46 |
| 16 februari 2003 | Marcel Versteeg       | Nederland           | 30.22 | Jane Kiptoo               | Kenia               | 34.15 |
| 17 februari 2002 | Jeroen van Damme      | Nederland           | 29.22 | Sandra ter Horst          | Nederland           | 35.00 |
| 18 februari 2001 | Ruud van den Oetelaar | Nederland           | 30.10 | Suzanne Wiertsema         | Nederland           | 36.17 |
| 20 februari 2000 | Bob Winter            | Nederland           | 31.15 | Suzanne Wiertsema         | Nederland           | 37.13 |
| 21 februari 1999 | Said Kanfaoui         | Nederland           | 31.38 | Wendy Holstvoogd          | Nederland           | 41.26 |
| 15 februari 1998 | Jody Tesselaar        | Nederland           | 32.44 | Wilma van Eng             | Nederland           | 38.31 |
| 16 februari 1997 | Arno van den Berg     | Nederland           | 32.15 | Jeanne Jansen             | Nederland           | 39.16 |
| 18 februari 1996 | Rens Eising           | Nederland           | 32.15 | Marijke Zeekant           | Nederland           | 39.47 |
| 19 februari 1995 | Gerard Klein          | Nederland           | 33.23 | Trees van der Vliet       | Nederland           | 40.42 |
| 20 februari 1994 | Jeroen van Schaijk    | Nederland           | 32.56 | Hester van Bergen         | Nederland           | 40.57 |

### Halve marathon
| Jaar             | Snelste man            | Land      | Tijd    | Snelste vrouw            | Land      | Tijd    |
| ---------------- | ---------------------- | --------- | ------- | ------------------------ | --------- | ------- |
| 12 februari 2017 | Colin Bekers           | Nederland | 1:07.57 | Manuela Soccol           | België    | 1:18.41 |
| 14 februari 2016 | Florent Caelen         | België    | 1:08.28 | Esmé Möricke             | Nederland | 1:22.07 |
| 8 februari 2015  | Florent Caelen         | België    | 1:08.25 | Ydwine van der Veen      | Nederland | 1:22.47 |
| 9 februari 2014  | Geert Maes             | België    | 1:07.27 | Lineke Kroon             | Nederland | 1:25.02 |
| 10 februari 2013 | Florent Caelen         | België    | 1:06.47 | Kim Dillen               | Nederland | 1:16.43 |
| 12 februari 2012 | Willem Van Schuerbeeck | België    | 1:06.26 | Catherine Ndereba        | Kenia     | 1:17.59 |
| 13 februari 2011 | Guy Fays               | België    | 1:05.38 | Ilse Pol                 | Nederland | 1:21.29 |
| 14 februari 2010 | Hugo van den Broek     | Nederland | 1:03.43 | Fa Adda                  | Nederland | 1:22.34 |
| 8 februari 2009  | Paul Biwott            | Kenia     | 1:05.55 | Alemitu Bekele           | België    | 1:18.16 |
| 10 februari 2008 | Eric Gérôme            | België    | 1:07.09 | Anja Smolders            | België    | 1:16.19 |
| 11 februari 2007 | Kamiel Maase           | Nederland | 1:02.03 | Anja Smolders            | België    | 1:17.26 |
| 12 februari 2006 | David Koech            | Kenia     | 1:05.26 | Alemitu Bekele           | Ethiopië  | 1:18.49 |
| 13 februari 2005 | Michael Kipkorir       | Kenia     | 1:07.39 | Femke Klous              | Nederland | 1:23.06 |
| 15 februari 2004 | Jeroen van Damme       | Nederland | 1:02.22 | Barbara Zutt             | Nederland | 1:16.41 |
| 16 februari 2003 | Jeroen van Damme       | Nederland | 1:03.53 | Annelieke van der Sluijs | Nederland | 1:15.11 |
| 17 februari 2002 | Hugo van den Broek     | Nederland | 1:03.44 | Annelieke van der Sluijs | Nederland | 1:14.27 |
| 18 februari 2001 | Wilson Kigen           | Kenia     | 1:04.54 | Annelieke van der Sluijs | Nederland | 1:17.20 |
| 20 februari 2000 | Greg van Hest          | Nederland | 1:02.20 | Wilma van Onna           | Nederland | 1:15.14 |
| 21 februari 1999 | Peter van der Velden   | Nederland | 1:04.16 | Carla Beurskens          | Nederland | 1:17.10 |
| 18 februari 1998 | Marti ten Kate         | Nederland | 1:04.59 | Carla Beurskens          | Nederland | 1:19.44 |
| 16 februari 1997 | Gerard Hol             | Nederland | 1:07.41 | Kristijna Loonen         | Nederland | 1:13.55 |
| 18 februari 1996 | Albert Chalaquine      | Rusland   | 1:06.52 | Kristijna Loonen         | Nederland | 1:15.01 |
| 19 februari 1995 | Ron van Diepen         | Nederland | 1:07.08 | Hetty Everhardus         | Nederland | 1:21.45 |
| 20 februari 1994 | Dick Tesselaar         | Nederland | 1:07.07 | Annet van der Tholen     | Nederland | 1:23.34 |
| 21 maart 1993    | Mark Koks              | Nederland | 1:07.15 | Jolanda Homminga         | Nederland | 1:18.57 |
| 15 maart 1992    | Mark Koks              | Nederland | 1:07.27 | Katinka Wiltenburg       | Nederland | 1:19.06 |
| 17 maart 1991    | Kees van Klink         | Nederland | 1:09.05 | Annet van der Tholen     | Nederland | 1:23.15 |
| 18 maart 1990    | Mark Koks              | Nederland | 1:08.27 | Maria Kawiorska          | Polen     | 1:20.44 |
| 19 maart 1989    | Erik Sier              | Nederland | 1:08.20 | Annet van der Tholen     | Nederland | 1:24.36 |
| 20 maart 1988    | Rob Arends             | Nederland | 1:08.08 | Greet Warnaar            | Nederland | 1:23.17 |
| 22 maart 1987    | Rob Vlenterie          | Nederland | 1:08.35 | Eefje van Wissen         | Nederland | 1:20.34 |
| 23 maart 1986    | Dick Baker             | Nederland | 1:09.38 | Marian Conrad            | Nederland | 1:15.29 |
| 24 maart 1985    | Gerard Smit            | Nederland | 1:06.40 | Greet Warnaar            | Nederland | 1:20.27 |
| 18 maart 1984    | Gerard Smit            | Nederland | 1:08.02 | Eefje van Wissen         | Nederland | 1:17.12 |
| 27 maart 1983    | Gerard van Essen       | Nederland | 1:07.59 | Eefje van Wissen         | Nederland | 1:18.04 |
| 28 maart 1982    | Wim Edam               | Nederland | 1:09.24 | Truus Rood               | Nederland | 1:25.02 |
| 15 maart 1981    | Barry Kneppers         | Nederland | 1:08.15 | Marja Wokke              | Nederland | 1:20.01 |
| 16 maart 1980    | Arie Haakman           | Nederland | 1:12.30 | Marja Wokke              | Nederland | 1:17.17 |
| 18 maart 1979    | Dick Bakker            | Nederland | 1:15.10 | Marja Wokke              | Nederland | 1:24.49 |
| 20 februari 1978 | Dick Bakker            | Nederland | 1:13.00 | Marja Wokke              | Nederland | 1:21.15 |

### 30 km
| Jaar             | Snelste man              | Land      | Tijd    | Snelste vrouw             | Land                | Tijd    |
| ---------------- | ------------------------ | --------- | ------- | ------------------------- | ------------------- | ------- |
| 12 februari 2017 | John Borjesson           | Zweden    | 1:38.59 | Mireille Baart            | Nederland           | 1:59.31 |
| 14 februari 2016 | Michael Brandenbourg     | België    | 1:38.59 | Mireille Baart            | Nederland           | 2:00.58 |
| 8 februari 2015  | Michael Brandenbourg     | België    | 1:39.17 | Mireille Baart            | Nederland           | 1:57.07 |
| 9 februari 2014  | Olfert Molenhuis         | Nederland | 1:37.08 | Heleen Plaatzer           | Nederland           | 1:59.07 |
| 10 februari 2013 | Joseph Sweeney           | Ierland   | 1:34.17 | Stefanie Bouma            | Nederland           | 1:51.51 |
| 12 februari 2012 | Lander Van Droogenbroeck | België    | 1:36.53 | Stefanie Bouma            | Nederland           | 1:55.14 |
| 13 februari 2011 | Joseph Sweeney           | Ierland   | 1:34.05 | Miriam van Reijen         | Nederland           | 1:58.17 |
| 14 februari 2010 | Erik Sanders             | Nederland | 1:37.12 | Maria McCambridge         | Ierland             | 1:53.53 |
| 8 februari 2009  | Rik Ceulemans            | België    | 1:37.25 | Carla Ophorst             | Nederland           | 2:05.38 |
| 10 februari 2008 | Rik Ceulemans            | België    | 1:37.24 | Inez-Anne Haagen          | Nederland           | 2:09.08 |
| 11 februari 2007 | Elijah Cheburet          | Kenia     | 1:36.08 | Brigitte Mulder           | België              | 2:00.12 |
| 12 februari 2006 | Kamiel Maase             | Nederland | 1:32.22 | Mirjam Bijlsma-Veldman    | Nederland           | 1:55.47 |
| 13 februari 2005 | Dick van de Broek        | Nederland | 1:39.10 | Agnes Hijman              | Nederland           | 1:57.19 |
| 15 februari 2004 | Dick van de Broek        | Nederland | 1:36.39 | Vivian Ruijters           | Nederland           | 1:49.58 |
| 16 februari 2003 | Kamiel Maase             | Nederland | 1:30.20 | Irma Heeren               | Nederland           | 1:46.24 |
| 17 februari 2002 | Didier Knockaert         | België    | 1:36.37 | Sandra Van Den Haesevelde | België              | 1:49.55 |
| 18 februari 2001 | Enock Kiptoo             | Kenia     | 1:33.07 | Mieke Pullen              | Nederland           | 1:51.37 |
| 20 februari 2000 | Said Kanfaoui            | Marokko   | 1:35.44 | Anne van Schuppen         | Nederland           | 1:50.42 |
| 21 februari 1999 | Ronald Schut             | Nederland | 1:36.20 | Irma Heeren               | Nederland           | 1:46.26 |
| 15 februari 1998 | Peter van der Velden     | Nederland | 1:35.53 | Wilma van Onna            | Nederland           | 1:50.35 |
| 16 februari 1997 | Ronald Schut             | Nederland | 1:35.56 | Wilma van Onna            | Nederland           | 1:51.37 |
| 18 februari 1996 | Ronald Schut             | Nederland | 1:38.45 | Marjan Freriks            | Nederland           | 1:56.13 |
| 19 februari 1995 | René Godlieb             | Nederland | 1:37.52 | Plonie Scheringa          | Nederland           | 2:07.09 |
| 20 februari 1994 | Jan-Dirk Hazeleger       | Nederland | 1:35.43 | Hetty Everhardus          | Nederland           | 1:58.42 |
| 21 maart 1993    | Piet Kuys                | Nederland | 1:42.05 | Anne van Schuppen         | Nederland           | 1:57.09 |
| 15 maart 1992    | Huub Pragt               | Nederland | 1:42.03 | Hetty Everhardus          | Nederland           | 2:11.45 |
| 17 maart 1991    | Huub Pragt               | Nederland | 1:39.25 | Joke Kleijweg             | Nederland           | 1:52.21 |
| 18 maart 1990    | Dick Tesselaar           | Nederland | 1:39.59 | Henny Pot                 | Nederland           | 2:07.08 |
| 19 maart 1989    | Mark Koks                | Nederland | 1:40.10 | Jolanda Homminga          | Nederland           | 1:53.00 |
| 20 maart 1988    | Erik Edelman             | Nederland | 1:40.54 | Heather MacDuff           | Verenigd Koninkrijk | 1:49.10 |
| 22 maart 1987    | Peter Stam               | Nederland | 1:41.12 | M Enters                  | Nederland           | 2:10.24 |
| 23 maart 1986    | Wim Zeegers              | Nederland | 1:42.33 | Alie Bloedjes-Sengers     | Nederland           | 2:03.16 |
| 24 maart 1985    | Jacques Valentin         | Nederland | 1:39.01 | Els Raap                  | Nederland           | 2:05.55 |
| 18 maart 1984    | Chris Stoekenbroek       | Nederland | 1:43.15 | Mieke Klein               | Nederland           | 1:58.20 |
| 27 maart 1983    | Dick Warrens             | Nederland | 1:44.11 | Plonie Scheringa          | Nederland           | 2:07.39 |
| 28 maart 1982    | Kees de Haan             | Nederland | 1:40.55 | Marijke Abramsen          | Nederland           | 2:02.24 |
| 15 maart 1981    | Kees de Haan             | Nederland | 1:45.35 |                           |                     |         |

### Marathon
| Jaar             | Snelste man           | Land      | Tijd    | Snelste vrouw          | Land      | Tijd    |
| ---------------- | --------------------- | --------- | ------- | ---------------------- | --------- | ------- |
| 20 februari 2000 | Konstantin Zhelezov   | Oekraïne  | 2:35.36 | Truus Piels            | Nederland | 2:55.40 |
| 21 februari 1999 | Veron Lust            | Nederland | 2:34.48 | Ria Buiten             | Nederland | 3:29.58 |
| 15 februari 1998 | Nico Schotten         | Nederland | 2:38.12 | Sandra Kooyman         | Nederland | 2:59.02 |
| 16 februari 1997 | Johan Matthijsse      | Nederland | 2:33.47 | Maria Kawiorska        | Polen     | 2:52.21 |
| 18 februari 1996 | Nico Schotten         | Nederland | 2:37.50 | Mariska Postma         | Nederland | 3:12.58 |
| 19 februari 1995 | Gerrit van Rotterdam  | Nederland | 2:30.45 | A. Meijer              | Nederland | 3:24.18 |
| 20 februari 1994 | Nico Schotten         | Nederland | 2:40.55 | Plonie Kramer          | Nederland | 3:22.10 |
| 21 maart 1993    | Thierry van Schijndel | Nederland | 2:27.11 | M. van Bergen          | Nederland | 3:33.59 |
| 15 maart 1992    | Sjaak van Stralen     | Nederland | 2:42.23 | Letteke Broekman       | Nederland | 3:17.45 |
| 17 maart 1991    | Gerrit van Rotterdam  | Nederland | 2:35.26 | Netty Saive            | Nederland | 3:25.30 |
| 18 maart 1990    | B. Heikamp            | Nederland | 2:41.48 | R. van Loon            | Nederland | 3:22.38 |
| 19 maart 1989    | Aad Butter            | Nederland | 2:29.06 | Liesbeth Freriksen     | Nederland | 3:03.24 |
| 20 maart 1988    | Kees de Haan          | Nederland | 2:27.22 | Marijke Abramsen       | Nederland | 3:07.12 |
| 22 maart 1987    | Erik Edelman          | Nederland | 2:28.11 | Truus de Maare         | Nederland | 3:09.52 |
| 23 maart 1986    | Kees de Haan          | Nederland | 2:27.44 | Marijke Bestenbreur    | Nederland | 3:12.02 |
| 24 maart 1985    | Kees de Haan          | Nederland | 2:26.58 | Tine Bronswijk         | Nederland | 3:16.19 |
| 18 maart 1984    | Gerard Huynen         | Nederland | 2:23.42 | Zwaantje Koopman-Stoel | Nederland | 3:21.28 |
| 27 maart 1983    | Kees de Haan          | Nederland | 2:25.02 | Katrien Bakker         | Nederland | 2:53.53 |
| 28 maart 1982    | Henk Bronswijk        | Nederland | 2:28.16 | Tine Bronswijk         | Nederland | 3:10.50 |
| 15 maart 1981    | Gerard Berkhout       | Nederland | 2:31.43 | Zwaantje Koopman-Stoel | Nederland | 3:10.01 |
| 16 maart 1980    | Gerard Kerszemaker    | Nederland | 2:40.44 | Tine Bronswijk         | Nederland | 3:19.08 |
| 18 maart 1979    | Jan Knippenberg       | Nederland | 2:35.31 |                        |           |         |
| 9 april 1978     | Joop Keizer           | Nederland | 2:36.20 |                        |           |         |